# Squier

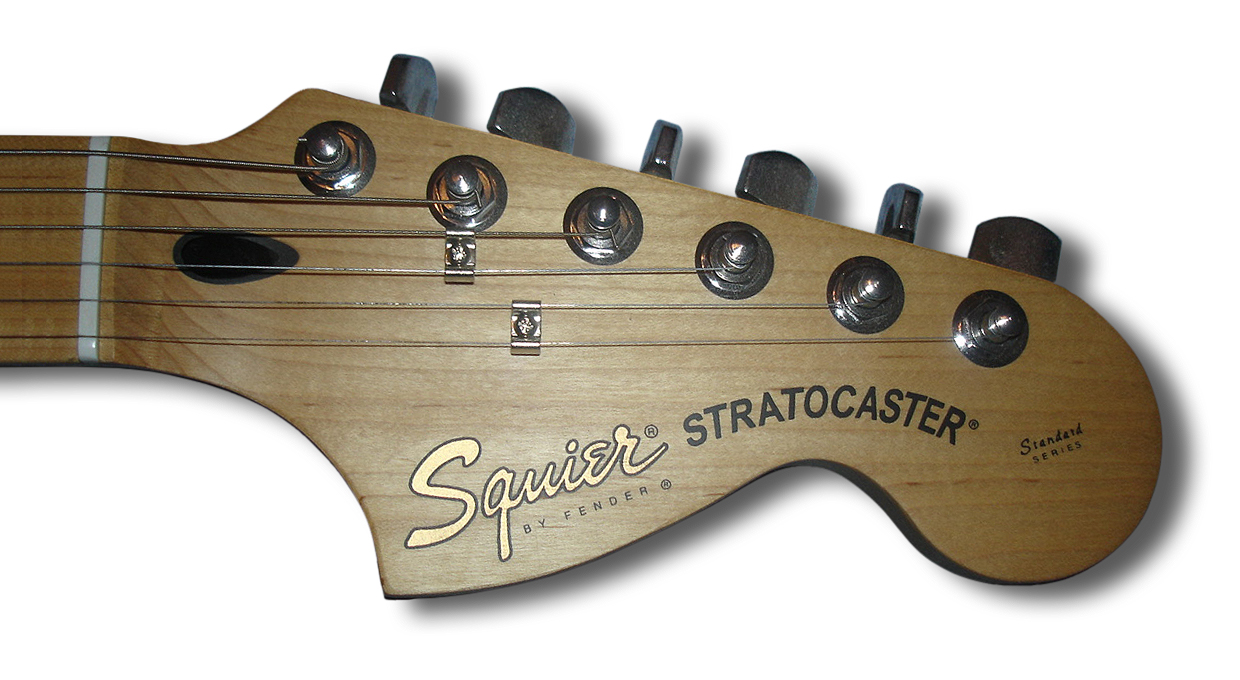
Squier Fender Stratocaster

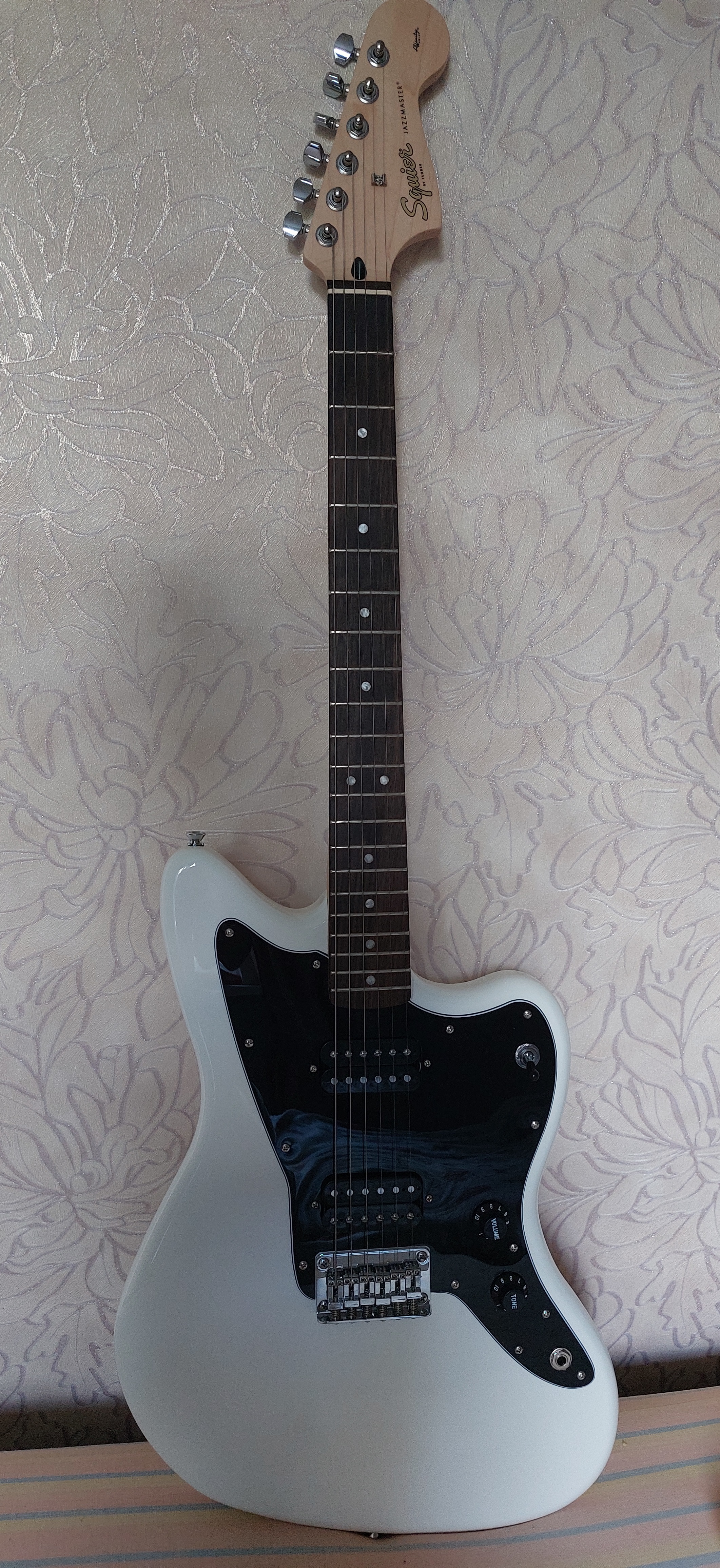
Fender Squier Affinity Jazzmaster

Squier — дочерняя торговая марка компании Fender Musical Instruments Corporation. Выпускаемые ею модели инструментов в основном представляют собой упрощённые варианты известных гитар Fender и ориентированы, как правило, на начинающих музыкантов. Стоит отметить, что некоторые из гитар Squier продаются по той же цене, что и оригинальные гитары Fender — Stratocaster, Telecaster и т.д. Некоторые известные музыканты, такие как Эрик Клэптон, использовали гитары марки Squier.

## История
Компания Fender, будучи собственностью CBS, получила торговую марку Squier в середине-конце 1960-х гг., приобретя американскую компанию по производству струн, но купленная компания бездействовала на протяжении многих последующих лет. До того, как серия Fender Squier была представлена миру в 1982 г., Fender ещё никогда ранее не производила гитары нижнего ценового диапазона, основанные на дизайнах инструментов Stratocaster и Telecaster, и всегда использовала другие варианты дизайна для гитар нижнего ценового диапазона.
В конце 1970-х и начале 1980-х гг. Fender столкнулась с японскими конкурентами, производившими дешёвые гитары. Гитары Fender нижнего ценового диапазона производились в США и не могли соперничать с недорогими японскими копиями. В начале 1980 гг. стоимость производства и оплата труда в Японии были ниже, чем в Америке, и для того, чтобы соперничать с японскими производителями гитар, Fender решила перенести производство бюджетных гитар из США в Японию.
Ещё одним поводом для переноса производства в Японию послужило уменьшение продаж гитар Fender на территории этой страны, в то время как продажи ведущих японских компаний по производству реплик — таких, как Tokai и Greco, росли. Таким образом, создание Fender Japan должно было вернуть Fender первенство по продажам малобюджетных инструментов как в Японии, так и во всём мире.
Fender начала переговоры с несколькими японскими дистрибьюторами музыкальных инструментов и достигла соглашения с Yamano Gakki и Kanda Shokai для последующего создания отделения Fender Japan. Yamano Gakki также известна тем, что ранее являлась частью компании Epiphone Japan. Компания Kanda Shokai являлась владельцем торговой марки Greco, и одним из условий соглашения при создании Fender Japan было прекращение производства реплик гитар Fender под торговой маркой Greco.
Данная договорённость предоставила преимущество Fender, позволив убрать с рынка копии гитар Fender, производимые под торговой маркой Greco, которые продавались по значительно более низким ценам по сравнению с американскими Fender, а также принесла выгоду Kanda Shokai, которая в свою очередь получила возможность распространять инструменты Fender японского производства на территории Японии.
Впоследствии переговоры между Fender и фабриками по производству гитар завершились.
В качестве производителя первых японских гитар Fender изначально рассматривалась компания Tokai, но после внезапного прекращения c ней переговоров была выбрана компания FujiGen.
Первыми гитарами Fender, произведёнными в Японии, стали инструменты серии Squier JV. Они были точными копиями классических моделей гитар Fender 1950-х и 1960-х годов. Вскоре появился новый модельный ряд, получивший название SQ, что отобразилось в виде префикса в серийных номерах данных гитар. Они были в основном копиями моделей 1970-х годов, но главное отличие от серии JV состояло в звукоснимателях японского производства, в то время как на JV ставились звукосниматели, произведённые Fender American. Модельный ряд Squier медленно эволюционировал, включив в себя инструменты, созданные по оригинальному дизайну, характерному только для Squier, и производство продукции было перенесено из Японии в другие азиатские страны, такие как Южная Корея и Китай.
Впервые появившись в Европе в начале 1980-х годов, модельный ряд Squier состоял из копий самых популярных моделей Fender: Stratocaster ’57 и ’62, Precision Bass ’57 и ’62, Telecaster ’52 и Jazz Bass ’62. Они были созданы на фабрике FujiGen Gakki в Японии, позднее производились компанией Ibanez с использованием оригинальных фабричных чертежей. Эти ранние инструменты Squier относили к серии JV Squier, согласно первым двум буквам серийного номера, размещённого на пластине, сквозь которую к корпусу привинчивался гриф. Это сокращение расшифровывалось как англ. Japanese Vintage — буквально, «винтажные инструменты, произведённые в Японии». Первые поставки в Европу имели на голове грифа большой логотип Fender, исполненный в виде рукописной надписи, и маленький ярлык Squier Series, но вскоре на голове грифа стали размещать большой логотип Squier с небольшим ярлыком by Fender. Ранние Squier JV являлись очень точными копиями классических моделей, и на данный момент высоко ценятся коллекционерами гитар, в особенности европейскими.
Ранние Squier JV собирались из грифов и дек, первоначально созданных для реплик Fender, производимых компанией Greco. Kanda Shokai вынужден был прекратить производство копий инструментов Fender, так как частью договорённости с самой Fender было прекращение конкурентной борьбы Greco с Fender Japan. Таким образом, неиспользованные Greco деки и грифы были переданы FujiGen для сборки некоторых инструментов серии Squier JV. Ранние Squier JV часто оборудовались такими американскими звукоснимателями, как однокатушечный X-1, устанавливаемый на американских моделях Fender: Lead II, Strat и Dan Smith Stratocaster.
После окончания производства Squier JV контроль за качеством инструментов был значительно снижен. В целях удешевления производства корпуса гитар стали изготавливать из тополя и липы, которые являлись дешёвыми аналогами ольхи, однако корпус из липы даёт более уравновешенный звук по сравнению с ольхой и лучше подходит для игры с перегрузом, но т.н. «стекла» не хватает — инструмент менее звонкий. Произведённые в Азии Squier имели низкое качество: лады быстро изнашивались, колки плохо держали строй и быстро приходили в негодность, использование тремоло быстро расстраивало гитару. Переключатель и потенциометры были так же недолговечны. На отдельных экземплярах был неправильно установлен бридж, в результате чего гитара «не строила». Многие опытные гитаристы советуют проводить доработку гитар, выпускаемых до сентября 2007 года, заключающихся в экранировке электроники, смене звукоснимателей, потенциометров, переключателя, проводов и колков на более качественные. Начиная с сентября 2007 года, Fender провела кардинальные изменения в производстве Squier и качество продукции вышло на новый уровень. Современная технология и контроль на всех стадиях производства обеспечили минимально допустимую вероятность брака и уменьшение себестоимости конечного продукта. Кроме всего прочего, расходы на электроэнергию и транспорт в КНР гораздо ниже, чем в США, Европе или Японии, что вносит свой вклад в снижение себестоимости продукции.

## Оригинальные модели
Существует несколько моделей Squier, достаточно сильно отличающихся в спецификациях от стандартных моделей Fender — такие как Super-Sonic, Squier '51 (дизайн, сочетающий в себе элементы Stratocaster, Telecaster и Precision Bass '51), и Jagmaster (частично унаследованный от Jazzmaster и Jaguar). Название «Bullet», на данный момент используемое для моделей Stratocaster, в начале 1980-х годов применялось к короткомензурным гибридам Stratocaster и Mustang.
В модельном ряду Squier также присутствуют оригинальные вариации гитарных дизайнов Stratocaster и Telecaster, такие как Hello Kitty Stratocaster (выкрашенные в розовый цвет, с вставками на накладке грифа и с логотипом Hello Kitty), серия OBEY Graphics (модели Stratocaster и Telecaster, покрытые изображениями, имитирующими ручную роспись маслом), подписные модели Avril Lavigne и Deryck Whibley.

## Современные модели
Начиная с 2007 года Fender позиционирует Squier как торговую марку бюджетных переизданий своих инструментов (серии Bullet, Affinity, Standard) и в то же время как отдельный бренд, обладающий оригинальными моделями, которых нет в каталоге Fender. Некоторые версии стандартных моделей ниже не представлены.

### Электрогитары

#### Серия Affinity
- Affinity Stratocaster, выпускается с корпусом из ольхи (кроме версий, которые идут в комплекте с гитарными усилителями), грифом из клёна и накладкой из палисандра. (Три сингла или два сингла и хамбакер)
- Affinity Telecaster
- Affinity Jazzmaster (Два хамбакера)
- Affinity Starcaster (Два хамбакера)

#### Серия Bullet
- Bullet Strat (ранее производился из фанеры (plywood), но впоследствии выпускался только с корпусом из трёх продольно склеенных брусков липы, фанера исключена окончательно, и звук гитары изменился в лучшую сторону). В 2010 году Squier Bullet by Fender стал самым продаваемым инструментом, сильно опередив конкурентов в Северной Америке и Европе. Кроме стандартной модели с тремя синглами, Fender предложил модели HSS (1 хамбакер, 2 сингла) и HH (2 хамбакера) для любителей тяжёлой музыки. Год выпуска конкретного инструмента можно определить по серийному номеру на обратной стороне головки грифа — это первые две цифры (например, 10 соответствует 2010 году выпуска). Этими моделями Fender оттеснил немало известных производителей гитар, которые долгое время устойчиво занимали нишу сравнительно недорогих инструментов.

Серия Fender Squier Contemporary Stratocaster 
Данная модель 2018 года выпускается с hss и hh, а также в комплекте с тремоло. Корпус гитары выполнен из тополя с глянцевым полиуретановым покрытием. Гриф – кленовый, профиля «С», с матовой отделкой. Мензура – 25,5’’, на грифе 22 лада Narrow Tall. Особенность обновленной модели – накладка на гриф из терминалии с инкрустацией точками кремового цвета.
Серия Mass Market
- Squier Stratocaster HT, выпускается с корпусом из павло́внии, грифом из клёна и накладкой из ламинированной древесины твёрдых пород. (Три сингла)

#### Серия Deluxe
- Deluxe Hot Rails Stratocaster выглядит как обычный Stratocaster с тремя синглами, но в действительности это хамбакеры (Seymour Duncan-Hot Rails HR-101) с размером стандартного сингла Fender. Звучание инструмента очень агрессивное, выходной сигнал мощный, но менее прозрачный, чем у обычного сингла, поэтому он больше подходит для игры с перегрузом и предназначен для тяжёлых стилей музыки.
- Deluxe Stratocaster
- Deluxe Stratocaster FMT
- Deluxe Stratocaster QMT

#### Серия Hello Kitty
- Hello Kitty Mini
- Hello Stratocaster

#### Серия OBEY Graphics
- OBEY Graphics Stratocaster HSS Collage/Dissent
- OBEY Graphics Telecaster HSS Collage/Propaganda

#### Серия Standard
- Standard Stratocaster
- Standard Stratocaster HSS
- Standard Telecaster

#### Серия Vintage Modified
- Vintage Modified Jagmaster II
- Vintage Modified Telecaster Custom
- Vintage Modified Telecaster Custom II
- Vintage Modified Stratocaster
- Vintage Modified Stratocaster HSS
- Vintage Modified Telecaster SH
- Vintage Modified Telecaster SSH
- Vintage Modified Thinline Telecaster
- Vintage Modified Jaguar HH (выпускаются с 2011 года)
- Vintage Modified Jazzmaster (выпускаются с 2011 года)
- Vintage Modified '51 (на данный момент снята с производства)
- Vintage Modified Cyclone (на данный момент снята с производства)

#### Серия Signature (подписные гитары)
- Avril Lavigne Telecaster
- Tom Delonge (Blink-182)
- Deryck Whibley Telecaster
- J5 Telecaster
- J Mascis Jazzmaster
- Avril Lavigne Telecaster with Skull and Crossbones Logo
- Ehsaan Noorani Stratocaster — Available only in India
- Jim Root Telecaster
- Joe Trohman Telecaster
- Simon Neil Stratocaster

#### Серия Classic Vibe
Самая качественная и высоко оцениваемая линейка. Начало производства — 2010 г.(по другим источникам - 2008 г.). Производство в Китае. Все гитары номерные. По отзывам, по качеству изготовления и комплектующих, а также по звучанию не уступают гитарам Fender производства Японии и Мексики. Комплектуются датчиками на магнитах из сплава AlNiCo, по некоторым данным поставляющимися фабрикой ToneRider. В 2012-2013 гг. можно было выгодно купить б.у. инструменты этой серии, однако довольно скоро качество оценили и перекупщики, что значительно усложнило выгодную покупку гитаристам.
- Classic Vibe Jazzmaster ‘60s
- Classic Vibe Jaguar ‘70s
- Classic Vibe Duo-Sonic ‘50s
- Classic Vibe Stratocaster ‘50s
- Classic Vibe Stratocaster ‘60s
- Classic Vibe Telecaster ‘50s — корпус из сосны, гриф — цельный клён, датчики — Alnico III для корпуса цвета Vintage Blonde и Alnico V для корпуса цвета Butterscotch Blonde. Бридж 3-х седельный
- Classic Vibe Telecaster Custom. Прототип — Fender '62 Custom Telecaster. Корпус — ольха, датчики — Alnico V, гриф — клён с накладкой из палисандра. Цвет — трёхцветный санбёрст с кремовой окантовкой. Бридж 3-х седельный
- Classic Vibe Telecaster Thinline. Прототип — Fender '69 Telecaster Thinline. Корпус — полый из красного дерева, с эфой. Датчики — Alnico V, гриф — цельный клён, без накладки. Бридж 3-х седельный

#### Модели, снятые с производства
- Bullet (выпускались с начала и до средины 1980 годов и затем несколько лет до сентября 2007 года; не связаны с выпускаемой на данный момент под тем же названием моделью Squier Bullet Stratocaster by Fender, которую производит Fender с 2007 года)
- Japan Contemporary Squier
- Katana
- Sub-Sonic
- Серия Silver (высококачественные модели, производимые в начале 1990-х годов в Японии в качестве альтернативы к стандартным корейским Squier того времени)
- Showmaster
- Stagemaster
- Stratocaster VII (семиструнная вариация Stratocaster)
- Серия Pro Tone (гитары Squier, произведённые в Южной Корее)
- Cyclone

#### Серия Master
- Master Series Esprit
- Master Series M80
- Master Series M80 Special
- Master Series Thinline Telecaster
- Master Series Telecaster Chambered

#### Серия 24
- M-50
- M-70
- M-77
- M-77 Limited Edition (Gold Top)
- S-65
- S-73
- Starfire
- X-155
- X-155 Limited Edition (White Heat)

#### Серия Vista
- Vista Jagmaster
- Vista Musicmaster
- Vista Musicmaster Bass
- Vista Super-Sonic
- Vista Venus
- Vista Venus XII

### Электрические бас-гитары

#### Серия Affinity
- Affinity Bronco Bass
- Affinity Jazz Bass
- Affinity P-Bass

#### Серия Hello Kitty
- Hello Kitty Series Badtz-Maru Bronco Bass

#### Серия Modern Bass
- MB-4
- MB-4 Skull and Crossbones (Special Edition)
- MB-5

#### Серия Standard
- Standard Jazz Bass
- Standard Precision Bass Special

#### Серия Vintage Modified
- Vintage Modified Precision Bass
- Vintage Modified Precision Bass TB
- Vintage Modified Jazz Bass
- Vintage Modified Jazz Bass Fretless

#### Серия Signature (подписные бас-гитары)
- Pete Wentz Precision Bass
- Mike Dirnt Precision Bass
- Frank Bello Jazz Bass

#### Серия Classic Vibe
- Classic Vibe Jazz Bass ’60s
- Classic Vibe Precision Bass ’50s
- Classic Vibe Precision Bass ’60s

## Серийные номера
Ниже приведена приблизительная схема расшифровки серийных номеров инструментов Squier.

### Японские Squier
Схема расшифровки серийных номеров Squier, произведённых в Японии, приведена на сайте компании Fender. Японские MIJ (Made in Japan — «произведённые в Японии») Squier производились FujiGen вплоть до 1997 г., а японские CIJ (Crafted in Japan — «собранные в Японии») производились Tokai и Dyna с 1997 г.

### Мексиканские Squier

#### Префикс «MN»
- M — Mexico (Мексика)
- N — Nineties (1990-е гг.).

Первая цифра, следующая за префиксом, обозначает год производства.
Например:
- «MN8» — инструмент был произведён в Энсенаде, Мексика, в 1998 г.

### Американские Squier
Squier, произведённые в США, встречаются довольно редко. Некоторые из них имеют серийный номер с префиксом «E» (Eighties, 1980-е гг.), а некоторые — с префиксом «N» (Nineties, 1990-е гг.).
Squier в США производились менее года в промежутке с 1989 до 1990 гг., до того, как производство Squier было перенесено в Мексику. По истечении срока действия контракта на производство Squier в Японии выпуск инструментов пришлось временно перенести в США.
Накануне производство японских Squier было перенесено в Мексику, но на мексиканской фабрике Fender случился пожар, и в течение последующих нескольких месяцев инструменты, которые планировалось производить в Мексике, производились на фабрике в США.
Ранние модели Squier, произведённые в США, имеют серийные номера вида «000XXX» без буквенного префикса. Они размещались на «neck plate» (металлической пластине, сквозь которую гриф прикручивался к деке), в то время как на голову грифа серийный номер не наносился.

### Корейские Squier

#### Префиксы «CN» и «VN»
- «C» — фабрика Cor-Tek (Cort)
- «V» — фабрика Saehan[англ.] (Sunghan). Буква «S» закрепилась за фабрикой Samick, поэтому Saehan (Sunghan) использовала вместо «S» букву «V» — (Saehan (Sunghan) производили гитары Vester).
- «N» — Nineties (1990-е гг.).

Первая цифра после префикса обозначала год производства.
К примеру,
- «CN5» — инструмент создан на фабрике Cor-Tek (Cort) в 1995 г.
- «VN5» — инструмент создан на фабрике Saehan (Sunghan) в 1995 г.

#### Префиксы «KC» и «KV»
Префиксы «KC» или «KV», означали, что год производства кодировался двумя цифрами, следующими за префиксом, а не одной, как в случае серийных номеров с префиксами CN и VN.
- «KC» — инструмент создан на фабрике Cor-Tek (Cort)
- «KV» — инструмент создан на фабрике Saehan (Sunghan)

Пример:
- «KC97» — инструмент создан на фабрике Cor-Tek (Cort) в 1997 г.
- «KV97» — инструмент создан на фабрике Saehan (Sunghan) в 1997 г.

Префиксы серийных номеров KC и KV обычно использовались для Squier «Crafted in Korea» (собранных в Южной Корее).

#### Префиксы «S» и «E»
Префиксы «S» и «E» в серийных номерах использовались на Squier, производившихся в Корее с конца 1980-х годов до начала 1990-х.
- «S» — инструмент произведён на фабрике Samick.
- «E» — инструмент произведён компанией Young Chang[англ.]. Серийные номера с буквой «E» использовались на гитарах Fenix, производимых компанией Young Chang.

Первая цифра, следующая за префиксом, означала год производства.
Например:
- «S9» — инструмент произведён на фабрике Samick в 1989 г.
- «E0» — инструмент произведён на фабрике Sung-Eum (компания Young Chang) в 1990 г.
- «E1» — инструмент произведён на фабрике Sung-Eum (компания Young Chang) в 1991 г.

### Китайские Squier

#### Префикс «YN»
- «Y» — гитара произведена на фабрике Yako (Тайвань)
- «N» — Nineties (1990-е годы).

Первая цифра, следующая за префиксом, обозначает год производства.
К примеру:
- «YN5» — гитара произведена Yako в 1995 г.

#### Префикс «CY»
- «C» — China (Китай)
- «Y» — Yako, Taiwan (гитара произведена компанией Yako, Тайвань)

Две следующие за префиксом цифры, обозначают год производства.
Пример:
- «CY97» — гитара произведена в Китае, компанией Yako (Тайвань) в 1997 г.

Серийные номера «CY» обычно использовались для Squier «Crafted in China» (собранных в Китае). Некоторые гитары Gretsch, произведённые в Китае, также имеют серийные номера с префиксом «CY».

#### Префиксы «CD», «CT», «CJ», «NC»
- «C» — China (Китай)

Первая цифра, следующая за префиксом, обозначает год производства.
Инструменты с данными серийными номерами производились в Китае, возможно, на фабрике Yako (Тайвань).
Некоторые гитары Squier, которые продавались исключительно в Азии, были произведены компанией Axl в Китае.

### Индонезийские Squier

#### Префикс «IC»
- «I» — Indonesia (Индонезия).
- «С» — гитара создана на фабрике Cor-Tek (Cort).

Последующие две цифры обозначают год производства.

#### Префикс «IS»
- «I» — Indonesia (Индонезия).
- «S» — гитара создана на фабрике Samick.

Последующие две цифры обозначают год производства.
Префикс «ICS»
С 2009 года на некоторых Squier индонезийской сборки можно заметить префикс «ICS». Это инструменты также собраны на фабрике Cor-Tek (Cort).
- «I» — Indonesia (Индонезия).
- «С» — гитара создана на фабрике Cor-Tek (Cort).
- «S» — бренд Squier.

Последующие две цифры обозначают год производства.

### Индийские Squier
Некоторые инструменты с префиксом «II» производились в Индии в 1989-1990 гг. Некоторые современные гитары (в том числе серия Vintage Modified) также производятся в Индии, начиная с 2007 г. (префикс «SH»).